# 高松町 (高崎市)
高松町（たかまつちょう）は、群馬県高崎市の地名。郵便番号は370-0829。面積は0.33km2(2012年現在)

## 地理

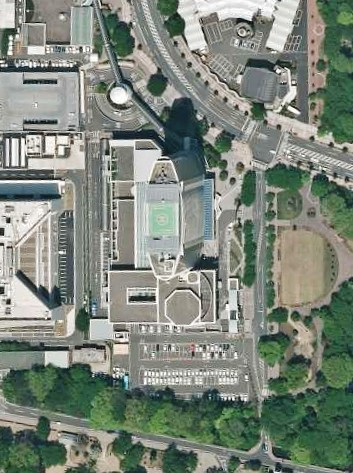
高崎市役所本庁舎・群馬音楽センター付近

烏川の左岸に位置している。

### 河川
- 烏川

## 歴史
明治4年からある地名である。江戸時代は高崎城丸の内の地域であった。
高崎城があったため、高崎の行政、文化の中心の町となった。

### 年表
- 1889年（明治22年）4月1日 町制施行で高崎町の大字となる。
- 1900年（明治33年）4月1日 市制施行で高崎町は高崎市となる。そのため高崎市高松町となる。
- 1954年（昭和29年） 高崎市庁舎が当町に設置される。
- 1961年（昭和36年） 群馬音楽センターが同町に設置される。

## 世帯数と人口
2017年（平成29年）8月31日現在の世帯数と人口は以下の通りである。
| 町丁   | 世帯数 | 人口 |
| ------ | ------ | ---- |
| 高松町 | 27世帯 | 50人 |

## 小・中学校の学区
市立小・中学校に通う場合、学区は以下の通りとなる。
| 番地 | 小学校             | 中学校             |
| ---- | ------------------ | ------------------ |
| 全域 | 高崎市立中央小学校 | 高崎市立高松中学校 |

## 交通

### 鉄道
当町に鉄道駅はない。

### 道路
国道は国道17号が通っている。県道は群馬県道29号あら町下室田線、群馬県道49号藤木高崎線が通っている。

## 施設

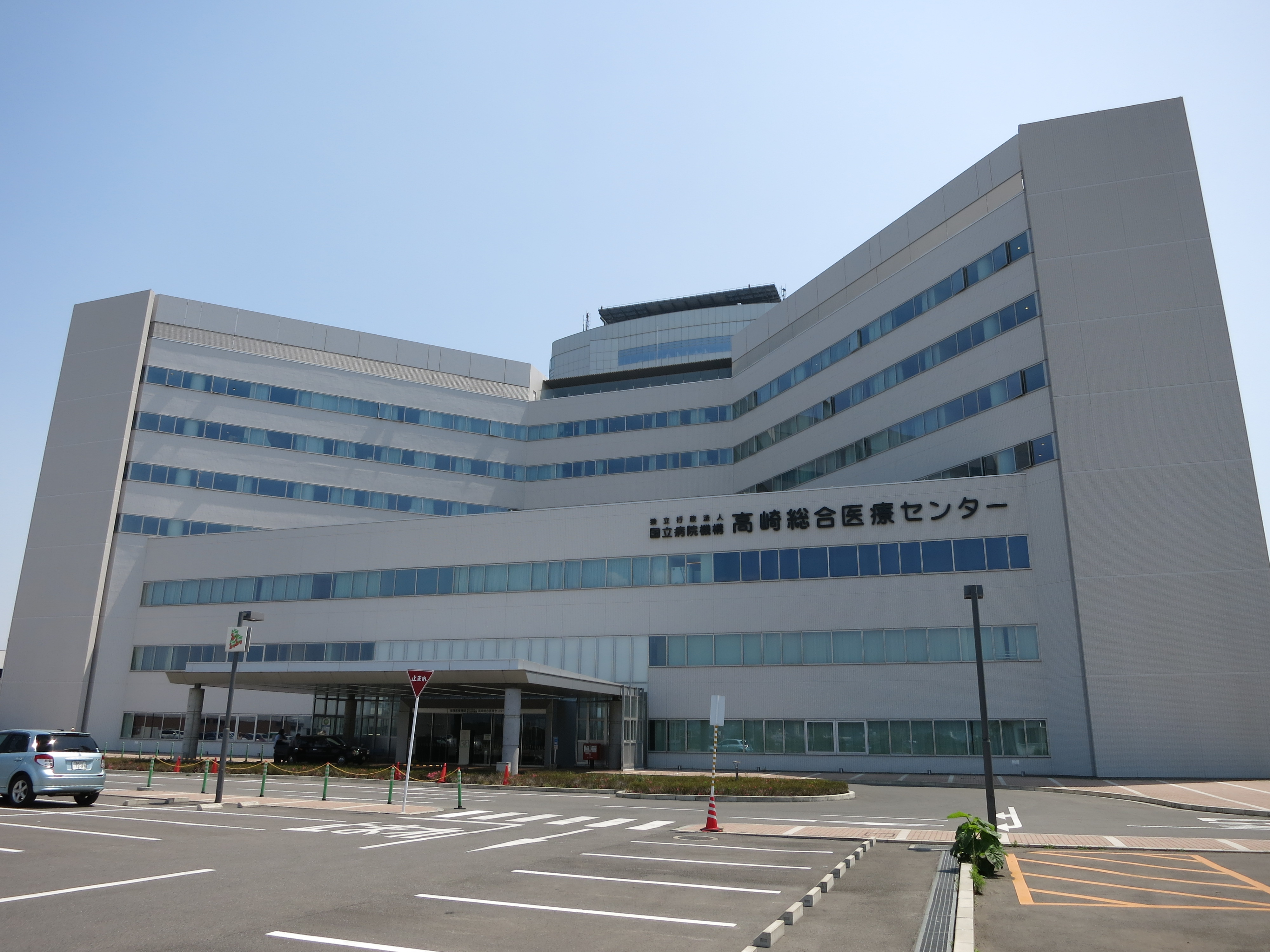
高崎総合医療センター

- 高崎市庁舎
- 群馬音楽センター
- 高崎総合医療センター
- 高崎市立中央図書館
- 高崎市立高松中学校
- 高崎城跡
- 高崎シティギャラリー
- 高崎郵便局